# Mycosphaerella stramenticola
Mycosphaerella stramenticola är en svampart som beskrevs av Crous & Alfenas 2006. Mycosphaerella stramenticola ingår i släktet Mycosphaerella och familjen Mycosphaerellaceae.   Inga underarter finns listade i Catalogue of Life.